# 27 września
27 września jest 270. (w latach przestępnych 271.) dniem w kalendarzu gregoriańskim. Do końca roku pozostaje 95 dni.

## Święta
- Imieniny obchodzą: Adolf, Adolfa, Amadeusz, Eleazar, Gaja, Gajusz, Hiltruda, Jan, Mirabella, Mirela, Przedbor, Urban, Wawrzyniec, Wincenty, Zybert, Zybracht i Zygbert.
- Belgia – Święto Społeczności Francuskojęzycznej (święto Walonii)
- Kościół prawosławny – Podwyższenie Krzyża Pańskiego (jedno z 12 głównych świąt)
- Międzynarodowe – Światowy Dzień Turystyki (ustanowione w 1979 przez Światową Organizację Turystyki, agendę ONZ)
- Polska – Dzień Podziemnego Państwa Polskiego; Święto Wojsk Obrony Terytorialnej
- Wspomnienia i święta w Kościele katolickim[1][2] obchodzą:
  - św. Ceran z Paryża (biskup)
  - św. Euzebiusz (papież)
  - św. Wincenty à Paulo

## Wydarzenia w Polsce

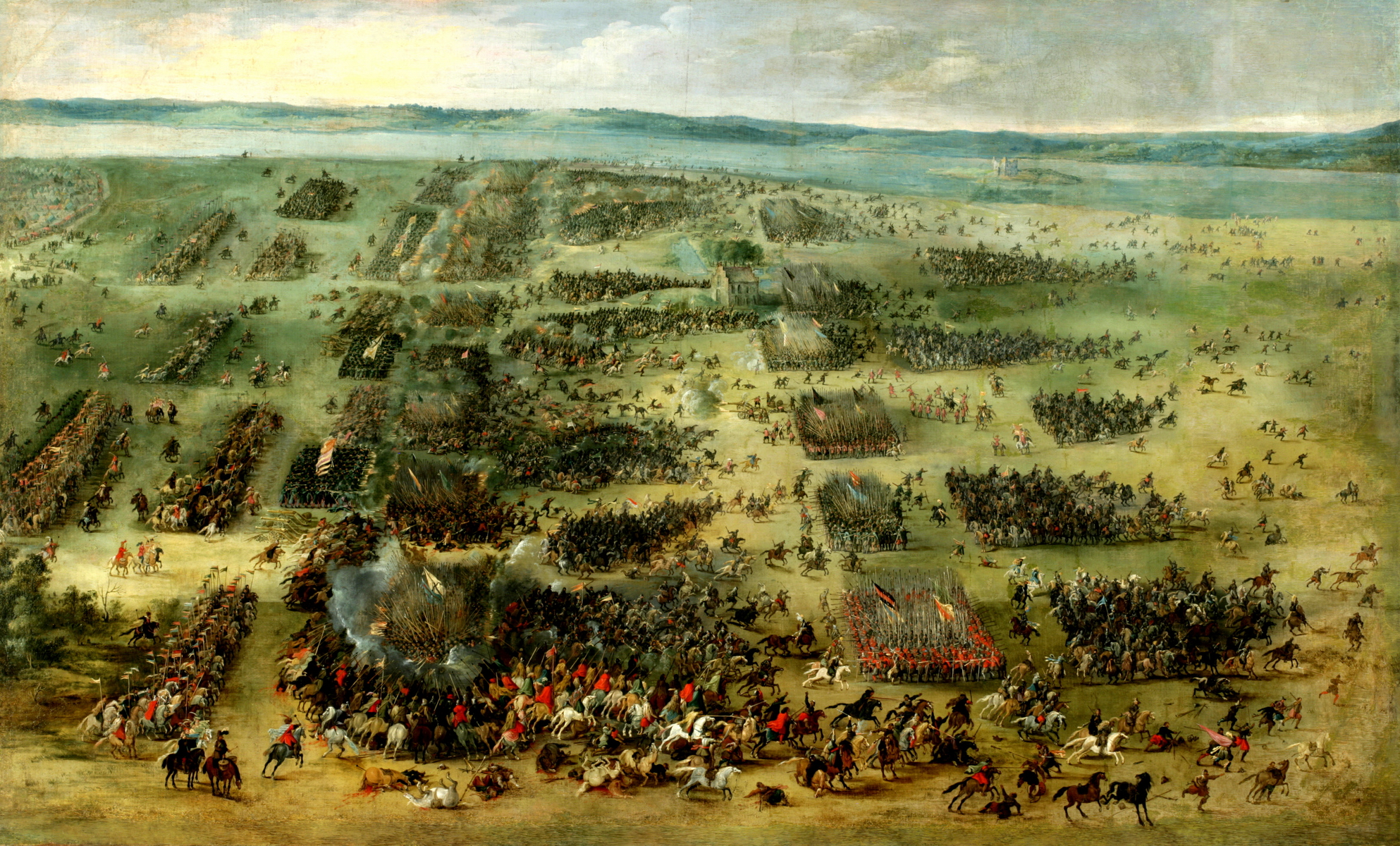
Bitwa pod Kircholmem (1605) na obrazie Pietera Snayersa

- 1331 – II wojna polsko-krzyżacka: nierozstrzygnięta bitwa pod Płowcami.
- 1387 – Hospodar mołdawski Piotr I złożył we Lwowie hołd lenny królowi Władysławowi II Jagielle i jego żonie Jadwidze Andegaweńskiej.
- 1422:
  - Król Władysław II Jagiełło nadał prawa miejskie Łaskowi.
  - Polska i Litwa zawarły z zakonem krzyżackim pokój mełneński kończący wojnę golubską.
- 1446 – Zwycięstwo wojsk koszalińskich nad kołobrzeskimi w bitwie pod Tatowem o kontrolę nad handlem morskim.
- 1587 – Podwójna elekcja królewska: arcyksiążę Maksymilian Habsburg przyjął w Ołomuńcu tytuły króla Polski i wielkiego księcia Litwy oraz zaprzysiągł pacta conventa, po czym wyruszył przez Górny Śląsk do Małopolski.
- 1605 – II wojna polsko-szwedzka: wojska polsko-litewskie pod dowództwem hetmana Jana Karola Chodkiewicza rozgromiły Szwedów w bitwie pod Kircholmem.
- 1625 – IV wojna polsko-szwedzka: wojska szwedzkie zdobyły twierdzę Bowsk w Inflantach.
- 1660 – IV wojna polsko-rosyjska: zwycięstwo wojsk polskich w bitwie pod Lubarem.
- 1681 – Odbył się ingres biskupa krakowskiego Jana Małachowskiego do katedry wawelskiej.
- 1735 – Początek obrad Sejmu zwyczajnego pacyfikacyjnego (pod węzłem konfederacji warszawskiej). Był to pierwszy Sejm za panowania Augusta III Sasa.
- 1785 – W pobliżu Dębek zatonął podczas sztormu brytyjski statek „General Carleton”.
- 1842 – W Nysie Maria Merkert założyła zgromadzenie zakonne sióstr św. Elżbiety.
- 1879 – Otwarto Port Drzewny w Bydgoszczy.
- 1914 – Od 38 do 49 Żydów zginęło, a ponad 443 zostało rannych w pogromie we Lwowie dokonanym przez rosyjskich Kozaków.
- 1919 – Rada Najwyższa Konferencji Pokojowej podjęła decyzję o przeprowadzeniu plebiscytu narodowościowego na Śląsku Cieszyńskim, Spiszu i Orawie (nie doszedł do skutku).
- 1920 – Wojna polsko-bolszewicka: oddział gen. Stanisława Bułak-Bałachowicza zdobył Pińsk, biorąc do niewoli 2400 sowieckich żołnierzy wraz ze sztabem 4 Armii.
- 1921 – Abp Jerzy (Jaroszewski) został wybrany pierwszym prawosławnym metropolitą warszawskim i całej Polski.
- 1926 – Utworzono trzeci rząd Kazimierza Bartla.
- 1928 – Ustanowiono Medal Dziesięciolecia Odzyskanej Niepodległości.
- 1929 – Po raz pierwszy w Polsce wyświetlono film dźwiękowy (Śpiewający błazen w kinie Splendid w Warszawie).
- 1939 – Kampania wrześniowa:
  - W oblężonej Warszawie została powołana tajna organizacja wojskowa Służba Zwycięstwu Polski pod dowództwem gen. broni Michała Karaszewicza-Tokarzewskiego oraz tajna organizacja męskiego harcerstwa Szare Szeregi.
  - Zakończyła się II bitwa pod Tomaszowem Lubelskim.
  - Zakończyła się bitwa pod Władypolem.
- 1942 – Powołano Tymczasowy Komitet Pomocy Żydom (Żegota).
- 1943 – W nocy z 27 na 28 września w Choszczówce (obecnie część Warszawy) żołnierze Armii Krajowej wysadzili niemiecki pociąg pancerny jadący z Gdańska na front wschodni.
- 1944 – 58. dzień powstania warszawskiego: skapitulował Mokotów.
- 1947 – Podczas narady partii komunistycznych i robotniczych w Szklarskiej Porębie utworzono Kominform.
- 1949 – Ukazało się pierwsze wydanie kieleckiego dziennika „Słowo Ludu”.
- 1953 – Mieczysław Wilczewski wygrał 10. Tour de Pologne.
- 1959 – Premiera filmu wojennego Lotna w reżyserii Andrzeja Wajdy.
- 1981:
  - Dokonano oblotu szybowca ULS-PW.
  - Z inicjatywy Wojciecha Ziembińskiego powołano Kluby Służby Niepodległości.
- 1988 – Mieczysław Rakowski został premierem PRL.
- 1990:
  - Polska ponownie przystąpiła do Interpolu.
  - Sejm RP przyjął ustawę o wyborze prezydenta RP.
- 1991 – Premiera filmu kryminalnego Trzy dni bez wyroku w reżyserii Wojciecha Wójcika.
- 1995 – W Warszawie odsłonięto Pomnik Żegoty.
- 2001 – Filozof Artur Rojszczak został zastrzelony, wraz z ojcem, przez sąsiada w swoim krakowskim mieszkaniu, a jego żona została ciężko ranna i zmarła sparaliżowana 4 lata później.
- 2004:
  - Premier RP Marek Belka i kanclerz Niemiec Gerhard Schröder uzgodnili, że nie będzie żadnych dalszych roszczeń reparacyjnych pomiędzy oboma krajami.
  - Wystartowała komercyjna sieć radiowa RMF Maxxx.
- 2015 – Odsłonięto i poświęcono Panteon – Mauzoleum Wyklętych-Niezłomnych na Cmentarzu Wojskowym na Powązkach w Warszawie.
- 2020 – Ordynowano na diakonisę oraz powołano na urząd pastora pomocniczego pierwszą kobietę w Kościele Zielonoświątkowym w RP – Joannę Kmiecik[3].
- 2022 – Otwarto oficjalnie system gazociągów Baltic Pipe.

## Wydarzenia na świecie
- 1130 – Antypapież Anaklet II uznał Rogera II za pierwszego króla Sycylii.
- 1446 – Zwycięstwo wojsk albańskiej Ligi w Lezhy nad siłami osmańskimi w bitwie pod Debarem.
- 1529 – I wojna austriacko-turecka: rozpoczęło się oblężenie Wiednia.
- 1540 – Papież Paweł III zatwierdził regułę zakonną jezuitów.
- 1590 – 13 dni po wyborze zmarł na malarię papież Urban VII, kończąc w ten sposób najkrótszy pontyfikat w historii papiestwa.
- 1592 – Poświęcono kościół Il Redentore w Wenecji.
- 1734 – Neofit VI został ekumenicznym patriarchą Konstantynopola.
- 1777 – Wojna o niepodległość Stanów Zjednoczonych: amerykański Kongres Kontynentalny, dzień po kapitulacji będącej wówczas stolicą kraju Filadelfii w Pensylwanii, zebrał się na jedynej sesji w pobliskim Lancaster.
- 1788 – Francuz Jean-Pierre Blanchard odbył pierwszy lot balonem nad Berlinem.
- 1791 – We Francji wprowadzono emancypację Żydów.
- 1799 – Duński prokurator generalny Christian Colbjørnsen wydał dekret łagodzący cenzurę.
- 1807 – Spłonęła cerkiew Przemienienia Pańskiego w Jekaterynburgu.
- 1808 – Rozpoczął się zjazd erfurcki na którym spotkali się cesarz Francuzów Napoleon I Bonaparte i car Aleksander I Romanow.
- 1810 – Wojna na Półwyspie Iberyjskim: zwycięstwo wojsk portugalsko-brytyjskich nad francuskimi w bitwie pod Buçaco.
- 1821 – Meksyk uzyskał niepodległość (od Hiszpanii).
- 1822 – Francuz Jean-François Champollion poinformował o odczytaniu egipskich hieroglifów wyrytych na Kamieniu z Rosetty.
- 1825 – Pierwszy na świecie pociąg w regularnej komunikacji kolejowej odbył z 600 pasażerami przejazd na liczącej 15 km trasie Stockton-Darlington w Anglii.
- 1842 – José María Alfaro Zamora został prezydentem Kostaryki.
- 1854 – Po kolizji z francuskim statkiem „Vesta” u wybrzeży Nowej Fundlandii zatonął brytyjski „Arctic” wraz z ok. 300 osobami na pokładzie.
- 1884 – Zainaugurowała działalność Węgierska Opera Państwowa w Budapeszcie.
- 1888 – Nadawca podający się za Kubę Rozpruwacza wysłał list do Centralnej Agencji Prasowej w Londynie.
- 1902 – Założono argentyński klub piłkarski Atlético Tucumán.
- 1905 – Albert Einstein opublikował pracę o równoważności masy i energii.
- 1907 – W Salonikach powstał młodoturecki Komitet Jedności i Postępu.
- 1908 – Rozpoczęła się seryjna produkcja Forda T.
- 1911 – Włochy wystosowały wobec Turcji ostateczne ultimatum z żądaniem oddania Libii. Po jego zignorowaniu wypowiedziały jej wojnę.
- 1915 – 454 osoby zginęły w porcie Brindisi w wyniku eksplozji włoskiego pancernika „Benedetto Brin”(inne języki).
- 1916 – Zeuditu została cesarzową Etiopii.
- 1922 – Po klęsce w wojnie z Turcją król Grecji Konstantyn I abdykował na rzecz syna Jerzego II.
- 1922 – W Los Angeles odbyła się premiera pierwszego w historii kinematografii filmu 3D The Power of Love w reżyserii Nata Devericha i Harry’ego Fairalla.
- 1923 – Zakończyła się włoska interwencja zbrojna na greckiej wyspie Korfu.
- 1932 – Włoski transatlantyk „Rex” wypłynął w swój dziewiczy rejs.
- 1936 – Otwarto odcinek autostrady łączący Berlin ze Szczecinem.
- 1937 – Na indonezyjskiej wyspie Bali zastrzelono ostatniego tygrysa balijskiego.
- 1938 – W Glasgow zwodowano transatlantyk „Queen Elizabeth”.
- 1940 – II wojna światowa: Niemcy, Włochy i Japonia podpisały Pakt trzech.
- 1941 – Szef rządu Protektoratu Czech i Moraw Alois Eliáš został aresztowany przez Gestapo.
- 1942 – Bitwa o Atlantyk: amerykański okręt SS „Stephen Hopkins” zatonął po wymianie ognia z niemieckim rajderem HSK „Stier”, który wskutek doznanych uszkodzeń został opuszczony przez załogę i samozatopiony. Spośród 58 osób znajdujących się na jednostce amerykańskiej walkę przeżyło 19, z których 15 dotarło po miesiącu w szalupie ratunkowej do Brazylii.
- 1943 – Kampania włoska: brytyjska 8. Armia zdobyła Foggię wraz z okolicznym kompleksem baz lotniczych.
- 1944:
  - 90 polskich oficerów zginęło w wyniku omyłkowego zbombardowania przez brytyjski samolot Oflagu VI B Dössel w Nadrenii Północnej-Westfalii.
  - Wojna na Pacyfiku: amerykański okręt podwodny USS „Flasher” zatopił na Morzu Południowochińskim japoński statek szpitalny SS „Ural Maru”, w wyniku czego zginęło ok. 2 tys. osób.
- 1945:
  - Cesarz Japonii Hirohito spotkał się z głównodowodzącym sojuszniczych wojsk okupacyjnych gen. Douglasem MacArthurem.
  - Premiera włoskiego dramatu wojennego Rzym, miasto otwarte w reżyserii Roberta Rosselliniego.
- 1954:
  - Mao Zedong został przewodniczącym ChRL.
  - W amerykańskiej stacji telewizyjnej NBC wyemitowano premierowe wydanie talk show The Tonight Show.
- 1956 – Amerykański pilot-oblatywacz Milburn Apt, podczas lotu samolotem Bell X-2 Starbuster nad pustynią Mojave w Kalifornii, jako pierwszy człowiek przekroczył barierę prędkości mach 3. Chwilę później zginął w katastrofie.
- 1960 – Prezydent Meksyku Adolfo López Mateos zakończył proces nacjonalizacji przemysłu elektroenergetycznego.
- 1961 – Sierra Leone zostało członkiem ONZ.
- 1962:
  - Proklamowano Jemeńską Republikę Arabską.
  - Ukazała się książka amerykańskiej biolog Rachel Carson Silent Spring, która zwróciła uwagę społeczeństwa na sprawy ochrony środowiska i przyczyniła się do powstania globalnego ruchu ekologicznego.
- 1964:
  - Odbył się jedyny lot prototypowego, brytyjskiego, naddźwiękowego rozpoznawczego i bombowego BAC TSR-2.
  - Został opublikowany raport tzw. komisji Warrena stwierdzający, że Lee Harvey Oswald był jedynym zabójcą odpowiedzialnym za śmierć prezydenta USA Johna F. Kennedy’ego.
- 1965 – Dokonano oblotu amerykańskiego pokładowego samolotu szturmowego LTV A-7 Corsair II.
- 1969 – Nad jeziorem Berryessa w Kalifornii seryjny morderca znany jako Zodiak zasztyletował studentkę i ciężko zranił jej towarzysza.
- 1973 – Rozpoczęła się załogowa misja kosmiczna na statku Sojuz 12.
- 1974 – Skazany na 20 lat pozbawienia wolności za opowiadanie dowcipów o Kim Ir Senie wenezuelski tłumacz i poeta Ali Lameda został po 7 latach uwolniony z północnokoreańskiego obozu koncentracyjnego.
- 1977 – Uruchomiono sieć telewizji kablowej USA Network.
- 1981 – Odbył się pierwszy komercyjny kurs pociągu TGV na trasie Paryż-Lyon.
- 1983:
  - Premiera 1. odcinka australijskiego serialu telewizyjnego Powrót do Edenu.
  - Richard Stallman ogłosił w Usenecie rozpoczęcie projektu GNU.
- 1984 – Odkryto kometę 102P/Shoemaker.
- 1985 – Nikołaj Ryżkow został premierem ZSRR.
- 1987 – Założono opozycyjne Węgierskie Forum Demokratyczne (MDF).
- 1988 – W Birmie Aung San Suu Kyi założyła opozycyjną Narodową Ligę na rzecz Demokracji (NLD).
- 1993:
  - NASA utraciła kontakt z sondą Mars Pathfinder.
  - Suchumi zostało zajęte przez abchaskich separatystów, którzy następnie dokonali masakry mieszkających w mieście Gruzinów.
- 1996 – Stolica Afganistanu Kabul została zdobyta przez talibów.
- 1998:
  - Helmut Kohl, po porażce Unii Chrześcijańsko-Demokratycznej (CDU) w wyborach do Bundestagu, utracił stanowisko kanclerza. Nowym kanclerzem został szef Socjaldemokratycznej Partii Niemiec (SPD) Gerhard Schröder.
  - Uruchomiono wyszukiwarkę Google.
- 2001 – W budynku parlamentu szwajcarskiego kantonu Zug szaleniec Friedrich Leibacher zastrzelił 14 lokalnych polityków, zranił 18 osób, po czym popełnił samobójstwo.
- 2002:
  - Amerykański sekretarz obrony Donald Rumsfeld oświadczył, że USA posiadają „kuloodporny” dowód na powiązania pomiędzy Al-Ka’idą a Saddamem Husseinem, co według dzisiejszej wiedzy było kłamstwem.
  - Timor Wschodni został członkiem ONZ.
- 2003 – Z Gujańskiego Centrum Kosmicznego wystrzelono pierwszą sondę księżycową Europejskiej Agencji Kosmicznej SMART-1.
- 2004:
  - Turcja zmieniła swój Kodeks karny, dzięki czemu możliwe stało się rozpoczęcie negocjacji członkowskich z Unią Europejską.
  - Z wystawy w paryskim Luwrze skradziono dwa diamenty warte 11,5 mln euro.
- 2007 – Szafranowa rewolucja: podczas demonstracji w stolicy Birmy Rangunie zginęło 9 osób, w tym japoński fotoreporter.
- 2008:
  - 17 osób zginęło w wybuchu samochodu-pułapki w Damaszku.
  - Zhai Zhigang jako pierwszy Chińczyk odbył spacer kosmiczny.
- 2009:
  - W wyborach do niemieckiego Bundestagu zwyciężyła Unia Chrześcijańsko-Demokratyczna (CDU) dotychczasowej kanclerz Angeli Merkel.
  - W wyborach parlamentarnych w Portugalii zwyciężyła Partia Socjalistyczna premiera José Sócratesa.
- 2010 – Prezydent Kosowa Fatmir Sejdiu podał się do dymisji po stwierdzeniu przez Sąd Konstytucyjny naruszenia przez niego przepisów konstytucji. Obowiązki prezydenta tymczasowo przejął przewodniczący parlamentu Jakup Krasniqi.
- 2011 – Amerykański astronom Scott Sheppard odkrył księżyce Jowisza S/2011 J 1 i S/2011 J 2, będące dwoma najmniejszymi znanymi naturalnymi satelitami w Układzie Słonecznym.
- 2013 – 19 osób zginęło, a 40 zostało rannych w wyniku ataku na autobus przewożący urzędników do pracy w pakistańskim Peszawarze.
- 2014 – Co najmniej 54 osoby zginęły w wyniku wybuchu wulkanu Ontake w środkowej Japonii.
- 2016 – W wyniku pomiaru dokonanego przy użyciu robota przez polskiego nurka Krzysztofa Starnawskiego ustalono na 404 m (bez osiągnięcia dna) głębokość zatopionej jaskini Hranická propast na Morawach, co czyni ją najgłębszą tego rodzaju jaskinią na świecie, za jaką do tej pory uznawano włoską Pozzo del Merro (392 m).
- 2020 – Wybuchła wojna o Górski Karabach.

## Urodzili się
- 1271 – Wacław II, król Czech i Polski (zm. 1305)
- 1275 – Jan II Pokojowy, książę Brabancji (zm. 1312)
- 1300 – Adolf Wittelsbach, tytularny hrabia Palatynatu Reńskiego (zm. 1327)
- 1389 – Kosma Medyceusz Starszy, władca Florencji (zm. 1464)
- 1433 – Stanisław Kazimierczyk, polski kanonik laterański, święty (zm. 1489)
- 1468 – Zygmunt Hohenzollern, margrabia brandenburski na Bayreuth (zm. 1495)
- 1496 – Hieronim Łaski, polski dyplomata (zm. 1541)
- 1506 – Giovanni Battista Belluzzi, włoski kardynał (zm. 1554)
- 1533 – Stefan Batory, książę Siedmiogrodu, król Polski (zm. 1586)
- 1601 – Ludwik XIII, król Francji i Nawarry (zm. 1643)
- 1627 – Jacques-Bénigne Bossuet, francuski duchowny katolicki, biskup Meaux, teolog (zm. 1704)
- 1648 – Michelangelo Tamburini, włoski jezuita, generał zakonu (zm. 1730)
- 1657 – Zofia Romanowa, wielka księżna i regentka Rosji (zm. 1704)
- 1677 – Giovanni Carlo Maria Clari, włoski kompozytor (zm. 1754)
- 1696 – Alfons Maria Liguori, włoski duchowny katolicki, biskup, założyciel zakonu redemptorystów, doktor Kościoła, poeta (zm. 1787)
- 1715:
  - Michał Butler, polski szlachcic, polityk (zm. 1782)
  - João Cosme da Cunha, portugalski duchowny katolicki, arcybiskup Évory, kardynał (zm. 1783)
- 1719 – Abraham Gotthelf Kästner, niemiecki matematyk (zm. 1800)
- 1722 – Samuel Adams, amerykański polityk, pisarz, politolog, browarnik (zm. 1803)
- 1729 – Michael Denis, austriacki bibliograf, poeta, entomolog (zm. 1800)
- 1739 – Robert Stewart, brytyjski arystokrata, polityk (zm. 1821)
- 1752 – Marie-Gabriel-Florent-Auguste de Choiseul-Gouffier, francuski dyplomata (zm. 1817)
- 1756 – Maria Ludwika od św. Franciszka Ducrez, francuska urszulanka, męczennica, błogosławiona (zm. 1794)
- 1772:
  - Antonio Casimir Cartellieri, gdański kompozytor (zm. 1807)
  - Martha Jefferson Randolph, amerykańska pierwsza dama (zm. 1836)
  - Sándor Kisfaludy, węgierski poeta (zm. 1844)
- 1778 – Carl Friedrich Rungenhagen, niemiecki kompozytor (zm. 1851)
- 1781 – Wilhelm I, król Wirtembergii (zm. 1864)
- 1783:
  - Augustyn I, meksykański wojskowy, polityk, cesarz Meksyku (zm. 1824)
  - Edward Ellice, brytyjski przedsiębiorca, polityk (zm. 1863)
- 1789 – Jakob Alt, austriacki malarz (zm. 1872)
- 1792 – George Cruikshank, brytyjski rysownik, karykaturzysta, grafik (zm. 1878)
- 1793 – Denys Auguste Affre, francuski duchowny katolicki, arcybiskup Paryża (zm. 1848)
- 1794 – Michał Wiszniewski, polski filozof, psycholog, historyk literatury (zm. 1865)
- 1797 – Michał Horain, polski inżynier, uczestnik powstania listopadowego (zm. 1864)
- 1805 – George Müller, niemiecki misjonarz protestancki, działacz społeczny (zm. 1898)
- 1808 – Lucretia Maria Davidson, amerykańska poetka (zm. 1825)
- 1809 – Raphael Semmes, amerykański kontradmirał (zm. 1877)
- 1812 – Nikodem Bętkowski, polski lekarz, polityk (zm. 1864)
- 1814 – Daniel Kirkwood, amerykański matematyk, astronom (zm. 1895)
- 1816 – Kazimierz Wodzicki, polski ornitolog (zm. 1889)
- 1818 – Hermann Kolbe, niemiecki chemik (zm. 1884)
- 1821 – Henri-Frédéric Amiel, szwajcarski pisarz (zm. 1881)
- 1823 – Johannes Henricus Schaap, holenderski duchowny katolicki, wikariusz apostolski Gujany Holenderskiej (zm. 1889)
- 1824 – Benjamin Apthorp Gould, amerykański astronom (zm. 1896)
- 1827:
  - Hiram Rhodes Revels, amerykański polityk, senator (zm. 1901)
  - Pierre Tirard, francuski polityk, premier Francji (zm. 1893)
- 1830 – Israel Meir Freimann, polski orientalista, filozof pochodzenia żydowskiego (zm. 1884)
- 1835 – Karol Młodnicki, polski malarz, drzeworytnik (zm. 1900)
- 1836 – Jan (Mitropolski), rosyjski biskup prawosławny (zm. 1914)
- 1839 – Shinsaku Takasugi, japoński samuraj (zm. 1867)
- 1840 – Alfred Thayer Mahan, amerykański kontradmirał, geostrateg (zm. 1914)
- 1841 – Tadeusz Dzieduszycki, polski hrabia, polityk (zm. 1918)
- 1846:
  - Stanisław Bednarek, polski działacz plebiscytowy i narodowy (zm. 1929)
  - Josiah Symon, australijski prawnik, polityk pochodzenia szkockiego (zm. 1934)
- 1849 – Edgar Kováts, polski architekt, malarz pochodzenia węgierskiego (zm. 1912)
- 1853:
  - Franciszek Paszkowski, polski prawnik, adwokat, polityk (zm. 1926)
  - Alf Torp, norweski językoznawca, sanskrytolog, wykładowca akademicki (zm. 1916)
- 1854 – Isidorus Brennsohn, łotewski ortopeda, antropolog, historyk medycyny pochodzenia żydowskiego (zm. 1928)
- 1856 – Carl Peters, niemiecki polityk, publicysta, podróżnik, kolonizator (zm. 1918)
- 1857 – Michał Ichnowski, polski malarz, rzeźbiarz (zm. 1915)
- 1858 – Michał Kajka, polski poeta (zm. 1940)
- 1860 – Franciszek Niewiadomski, polski prawnik, działacz państwowy (zm. 1928)
- 1863:
  - Hans Cornelius, niemiecki filozof (zm. 1947)
  - Adam Osser, polski przemysłowiec, działacz gospodarczy i społeczny pochodzenia żydowskiego (zm. 1932)
- 1864 – Andrej Hlinka, słowacki duchowny katolicki, publicysta, polityk (zm. 1938)
- 1865 – Václav Laurin, czeski mechanik, konstruktor (zm. 1930)
- 1866:
  - Tryggve Andersen, norweski pisarz (zm. 1920)
  - Eurozja Fabris Barban, włoska tercjarka franciszkańska, błogosławiona (zm. 1932)
  - Wacław Rolicz-Lieder, polski poeta (zm. 1912)
- 1870:
  - Vilius Gaigalaitis, litewski duchowny katolicki, polityk (zm. 1945)
  - Zachar Skwarko, ukraiński adwokat, działacz społeczny, polityk (zm. 1925)
- 1871:
  - Grazia Deledda, włoska pisarka, laureatka Nagrody Nobla (zm. 1936)
  - George Ducker, kanadyjski piłkarz (zm. 1952)
  - Adolf Starkman, polski dziennikarz, felietonista, humorysta (zm. 1920)
- 1872 – Karl Scheurer, szwajcarski polityk, prezydent Szwajcarii (zm. 1929)
- 1873 – Michał Lengowski, polski poeta ludowy, działacz społeczny (zm. 1967)
- 1876 – Joachim Albrecht Hohenzollern, pruski książę, muzyk, kompozytor (zm. 1939)
- 1878 – Marian Dąbrowski, polski dziennikarz, wydawca, polityk (zm. 1958)
- 1880:
  - Zygmunt Irżabek, polski nauczyciel, działacz społeczny (zm. 1939)
  - Teodora Mukułowska, polska malarka, działaczka oświatowa (zm. 1946)
  - Tadeusz Michał Powidzki, polski dziennikarz, działacz narodowy i niepodległościowy (zm. 1960)
  - Jacques Thibaud, francuski skrzypek (zm. 1953)
- 1881:
  - William Clothier, amerykański tenisista (zm. 1962)
  - Henryk Herszfinkiel, polski radiotechnik pochodzenia żydowskiego (zm. 1942)
  - Izrael Zolli, włoski rabin (zm. 1956)
- 1882 – Michał Kochanowicz, białoruski działacz narodowy, publicysta, pedagog, polityk, poseł na Sejm RP (zm. 1934)
- 1883:
  - Boris Anrep, rosyjsko-brytyjski artysta, mozaicysta (zm. 1969)
  - Percy Rees, brytyjski hokeista na trawie (zm. 1970)
  - Edmund Wąsik, polski związkowiec, polityk, poseł na Sejm RP (zm. 1946)
- 1885:
  - Bolesław Gardulski, polski prawnik, fotograf (zm. 1961)
  - Stanisław Pigoń, polski historyk literatury, edytor, wykładowca akademicki (zm. 1968)
  - Karol Adam Romer, polski hrabia, dyplomata (zm. 1938)
- 1887 – Jean Patou, francuski dyktator mody, perfumiarz (zm. 1936)
- 1888 – Walery Jastrzębiec-Rudnicki, polski artysta kabaretowy, autor tekstów (zm. 1962)
- 1890:
  - Joseph Aiello, amerykański gangster pochodzenia włoskiego (zm. 1930)
  - Aleksander Schiele, polski taternik, alpinista, narciarz, działacz turystyczny, inżynier architekt (zm. 1976)
  - Kazimierz Schiele, polski taternik, alpinista, narciarz, działacz turystyczny, inżynier mechanik (zm. 1956)
- 1891:
  - Marian Skrzynecki, polski podpułkownik kawalerii (zm. 1939)
  - Sōsaku Suzuki, japoński generał (zm. 1945)
- 1892:
  - Michaił Sokołow, radziecki polityk (zm. 1938)
  - Bronisław Stępowski, polski ginekolog-położnik, wykładowca akademicki, tłumacz (zm. 1963)
- 1893 – Adrien Leps, francuski pilot wojskowy, as myśliwski (zm. 1983)
- 1894 – Lothar von Richthofen, niemiecki pilot wojskowy, as myśliwski (zm. 1922)
- 1895 – Woolf Barnato, brytyjski finansista, kierowca wyścigowy, krykiecista (zm. 1948)
- 1896 – Jaap Bulder, holenderski piłkarz (zm. 1979)
- 1897 – Michał Kaczorowski, polski architekt, urbanista, ekonomista, polityk, poseł do KRN i na Sejm Ustawodawczy, minister odbudowy (zm. 1975)
- 1898:
  - Otto Fiński, polski działacz sportowy, naukowiec i oficer (zm. 1962)
  - Stanisław Kubista, polski werbista, męczennik, błogosławiony (zm. 1940)
  - Vincent Youmans, amerykański kompozytor (zm. 1946)
- 1899:
  - Korniej Andrusienko, radziecki pułkownik (zm. 1976)
  - Irene Meyer-Hanno, niemiecka pianistka, pedagog (zm. 1983)
  - Gastone Pierini, włoski sztangista (zm. 1967)
- 1900 – Iwan Czistiakow, radziecki generał-pułkownik (zm. 1979)
- 1901 – Zofia Pankowa, białoruska działaczka komunistyczna (zm. 1942)
- 1902 – Bolesław Hensel, polski dziennikarz (zm. 1939)
- 1903:
  - Wiera Charuża, białoruska dziennikarka, działaczka komunistyczna (zm. 1942)
  - Walter Kuhn, niemiecki historyk, etnolog (zm. 1983)
  - Wiktor Steffen, polski filolog klasyczny, hellenista, wykładowca akademicki (zm. 1997)
  - Lew Władimirski, radziecki admirał (zm. 1973)
- 1904:
  - Józef Hołda, polski prawnik, wykładowca akademicki (1956)
  - Edvard Kocbek, słoweński pisarz, publicysta, polityk (zm. 1981)
  - Aleksander Rybicki, polski muzealnik, kolekcjoner dzieł sztuki, oficer ZWZ i AK (zm. 1983)
- 1905 – Ernst Baier, niemiecki łyżwiarz figurowy (zm. 2001)
- 1906:
  - William Empson, brytyjski poeta, krytyk i teoretyk literatury (zm. 1984)
  - Charles Simons, belgijski piłkarz (zm. 1979)
  - Jim Thompson, amerykański pisarz, scenarzysta filmowy (zm. 1977)
  - Konstantin Żukow, radziecki polityk (zm. 1988)
- 1907:
  - Bronisława Gerson-Dobrowolska, polska aktorka (zm. 1981)
  - Raúl Silva Henríquez, chilijski duchowny katolicki, arcybiskup metropolita Santiago, kardynał (zm. 1999)
- 1908:
  - Irena Szczepańska, polska pisarka, autorka literatury dziewczęcej (zm. 1964)
  - Thomas A. Wofford, amerykański prawnik, polityk, senator (zm. 1978)
- 1909:
  - Bronisław J. Gubała, polski kapitan żeglugi wielkiej, pisarz, publicysta (zm. 1981)
  - Jerzy Pryma, polski polityk, działacz partyjny, poseł na Sejm PRL (zm. 1983)
- 1910:
  - Mykoła Arsenycz, ukraiński wojskowy, szef Służby Bezpieczeństwa OUN (zm. 1947)
  - Ernest Page, brytyjski lekkoatleta, sprinter (zm. 1973)
- 1912:
  - Václav Horák, czeski piłkarz, trener (zm. 2000)
  - Zygmunt Nagórski, polsko-amerykański prawnik, działacz społeczny (zm. 2011)
  - Sigurd Svensson, szwedzki jeździec sportowy (zm. 1969)
- 1913:
  - Albert Ellis, amerykański psycholog, psychoterapeuta (zm. 2007)
  - Shenork Kaloustian, ormiański patriarcha Konstantynopola (zm. 1990)
- 1914:
  - Edwin Cohen, amerykański prawnik, polityk (zm. 2006)
  - Boris Glinka, radziecki pułkownik pilot, as myśliwski (zm. 1967)
  - Zosima Paniew, radziecki polityk (zm. 1994)
  - Sadıq Rəhimov, azerski polityk komunistyczny (zm. 1975)
  - Maurice Scarr, brytyjski lekkoatleta, sprinter (zm. 2005)
- 1915:
  - Milan Antolković, chorwacki piłkarz, trener (zm. 2007)
  - Jack Parker, amerykański lekkoatleta, wieloboista (zm. 1964)
- 1916 – Ferdinand Cattini, szwajcarski hokeista (zm. 1969)
- 1917:
  - Louis Auchincloss, amerykański pisarz, prawnik, historyk (zm. 2010)
  - Orlandus Wilson, amerykański wokalista, członek zespołu The Golden Gate Quartet (zm. 1998)
  - Maurice H. Rindskopf, amerykański kontradmirał (zm. 2011)
- 1918:
  - Tadeusz Andersz, polski generał pilot (zm. 2007)
  - Martin Ryle, brytyjski fizyk, astronom, laureat Nagrody Nobla (zm. 1984)
  - Malcolm Shepherd, brytyjski arystokrata, polityk (zm. 2001)
- 1919:
  - Jayne Meadows, amerykańska aktorka (zm. 2015)
  - Jadwiga Stańczakowa, polska pisarka (zm. 1996)
- 1920:
  - William Conrad, amerykański aktor, reżyser i producent filmowy (zm. 1994)
  - Carlo Alberto Dalla Chiesa, włoski generał karabinierów (zm. 1982)
  - Feliks Jan Dziak, polski sierżant podchorąży, uczestnik powstania warszawskiego (zm. 1944)
  - Anna Komornicka, polska filolog, profesor nauk humanistycznych (zm. 2018)
  - Titti Maartmann, norweska saneczkarka (zm. 2018)
  - Edmund Rosochacki, polski porucznik, uczestnik podziemia antykomunistycznego (zm. 1952)
  - Krystyna Wilkowska-Chomińska, polska muzykolog (zm. 2003)
- 1921:
  - Heinrich Boere, holenderski działacz nazistowski, zbrodniarz wojenny (zm. 2013)
  - Jerzy Bogusz, polski informatyk, działacz konspiracji antyhitlerowskiej, więzień obozów koncentracyjnych (zm. 2016)
  - Miklós Jancsó, węgierski reżyser i scenarzysta filmowy (zm. 2014)
  - John Patterson, amerykański prawnik, polityk, gubernator Alabamy (zm. 2021)
- 1922:
  - Wim van Heel, holenderski hokeista na trawie (zm. 1972)
  - Arthur Penn, amerykański reżyser filmowy (zm. 2010)
- 1923:
  - Me’ir Awizohar, izraelski historyk, dziennikarz, polityk (zm. 2008)
  - Harry Game, angielski trener piłkarski (zm. 2007)
- 1924:
  - Magnar Estenstad, norweski biegacz narciarski (zm. 2004)
  - Bud Powell, amerykański pianista jazzowy (zm. 1966)
  - Josef Škvorecký, czeski pisarz, tłumacz, wydawca (zm. 2012)
  - Karol Zierhoffer, polski językoznawca, wykładowca akademicki (zm. 2019)
- 1925:
  - Robert Edwards, brytyjski fizjolog, wykładowca akademicki, laureat Nagrody Nobla (zm. 2013)
  - Eustachy Kossakowski, polski fotografik (zm. 2001)
- 1926:
  - Stanisław Kardaś, polski lekkoatleta, płotkarz (zm. 2007)
  - Stanisław Piotrowski, polski operator dźwięku (zm. 1994)
- 1927:
  - Emanuel Karim III Delly, iracki duchowny katolicki, patriarcha Babilonu, kardynał (zm. 2014)
  - Romano Scarpa, włoski rysownik komiksów (zm. 2005)
  - Stanisław Spyra, polski szermierz, trener (zm. 2004)
  - Tadeusz Zieliński, polski żołnierz AK i WiN (zm. 1948)
- 1928:
  - Giuseppe Germano Bernardini, włoski duchowny katolicki, wikariusz apostolski Anatolii, arcybiskup Izmiru (zm. 2023)
  - Franciszek Bronowski, polski historyk (zm. 1992)
  - Michał Cygan, polski polityk, poseł na Sejm PRL (zm. 2015)
  - Wacław Szymczak, polski polityk, poseł na Sejm PRL (zm. 1978)
- 1929:
  - Bruno Junk, estoński lekkoatleta, chodziarz (zm. 1995)
  - Teofil Leśko, polski pułkownik, prawnik (zm. 1990)
- 1930:
  - Stiepan Sitarian, radziecki polityk (zm. 2009)
  - Françoise Xenakis, francuska dziennikarka, pisarka, publicystka (zm. 2018)
- 1931:
  - Zenon Książek, polski piłkarz
  - Stefan Kwiatkowski, polski inżynier metalurgii, samorządowiec, prezydent Chorzowa (zm. 2008)
  - Włodzimierz Musiał, polski aktor (zm. 2023)
  - Freddy Quinn, austriacki piosenkarz, aktor, reżyser
  - Pentti Uotinen, fiński skoczek narciarski (zm. 2010)
  - Stefan Witkowski, polski szachista, dziennikarz, sędzia i działacz szachowy (zm. 2007)
- 1932:
  - Geoff Bent, angielski piłkarz (zm. 1958)
  - Yash Chopra, indyjski pisarz, reżyser i producent filmowy (zm. 2012)
  - Lucjan Kaszycki, polski kompozytor, aranżer, publicysta, pedagog (zm. 2021)
  - Oliver Williamson, amerykański ekonomista, laureat Nagrody Banku Szwecji im. Alfreda Nobla w dziedzinie ekonomii (zm. 2020)
- 1933:
  - Lina Medina, Peruwianka, najmłodsza znana matka w historii
  - Michał Misiorny, polski pisarz, publicysta, krytyk teatralny, tłumacz (zm. 2005)
  - Will Sampson, amerykański aktor (zm. 1987)
- 1934:
  - Stefan Biskupski, polski rolnik, polityk, poseł na Sejm PRL
  - Wilford Brimley, amerykański aktor (zm. 2020)
  - Claude Jarman Jr., amerykański aktor (zm. 2025)
  - Michał Jędrzejewski, polski malarz, grafik, scenograf teatralny i telewizyjny, pedagog
  - Günther Müller, niemiecki historyk, polityk (zm. 1997)
  - Lidia Śniatycka-Olszewska, polska architekt, urbanistka (zm. 2007)
- 1935:
  - Andrzej Brycht, polski prozaik, poeta, reportażysta (zm. 1998)
  - Stefan Moskwa, polski duchowny katolicki, biskup pomocniczy przemyski (zm. 2004)
  - Bronisław Zelek, polski grafik, plakacista, projektant krojów typograficznych (zm. 2018)
- 1936:
  - Don Cornelius, amerykański producent i prezenter telewizyjny (zm. 2012)
  - Şeref Has, turecki piłkarz (zm. 2019)
- 1937:
  - Lubomir Włodzimierz Baran, polski geodeta (zm. 2009)
  - Guido Basso, kanadyjski trębacz jazzowy, kompozytor (zm. 2023)
  - Wasyl Durdyneć, ukraiński polityk, dyplomata
  - Władysław Kawula, polski piłkarz (zm. 2008)
  - José Sacristán, hiszpański aktor
  - Werner Franz Siebenbrock, niemiecki duchowny katolicki, werbista, misjonarz, biskup Governador Valadares i Nova Iguaçu (zm. 2019)
- 1938:
  - Günter Brus, austriacki malarz, performer, grafik, poeta (zm. 2024)
  - Jean-Loup Dabadie, francuski scenarzysta filmowy, kompozytor
  - Wacław Waldemar Michalski, polski poeta, eseista, krytyk literacki
  - Mo Nunn, brytyjski kierowca wyścigowy, inżynier, założyciel zespołu Formuły 1 Ensign Racing (zm. 2018)
  - Alberto Orlando, włoski piłkarz
- 1939 – Anna Seile, łotewska geograf, polityk (zm. 2019)
- 1940:
  - Miszal al-Ahmad al-Dżabir as-Sabah, emir Kuwejtu
  - Benoni Beheyt, belgijski kolarz torowy i szosowy
  - Lawrence Bittaker, amerykański seryjny morderca (zm. 2019)
  - Rudolph Moshammer, niemiecki projektant mody (zm. 2005)
  - Domenico Padovano, włoski duchowny katolicki, biskup Conversano-Monopoli (zm. 2019)
- 1941:
  - Peter Bonetti, angielski piłkarz, bramkarz (zm. 2020)
  - Wiesław Pietrzak, polski pułkownik dyplomowany, polityk, senator RP
- 1942:
  - Esten Gjelten, norweski biathlonista (zm. 2025)
  - Tomasz Goban-Klas, polski socjolog, medioznawca, wykładowca akademicki
  - Wojciech Jastrzębowski, polski operator filmowy
  - Dith Pran, kambodżański fotoreporter (zm. 2008)
  - Olga Pulić, serbska lekkoatletka, skoczkini wzwyż
  - Alvin Stardust, brytyjski piosenkarz
  - Detlef Thorith, niemiecki lekkoatleta, dyskobol
- 1943:
  - Randy Bachman, kanadyjski gitarzysta rockowy
  - Van Chancellor, amerykański trener koszykarski
  - Hervé d’Encausse, francuski lekkoatleta, tyczkarz
  - Walter Riester, niemiecki polityk
  - Amadeusz Sabaudzki-Aosta, włoski arystokrata, przedsiębiorca (zm. 2021)
  - Liisa Suihkonen, fińska biegaczka narciarska
- 1944:
  - Villy Haugen, holenderski łyżwiarz szybki
  - Paweł Juszczenko, polski gitarzysta, członek zespołu Niebiesko-Czarni (zm. 2022)
  - Nikołaj Karaczencow, rosyjski aktor (zm. 2018)
  - Irena Matławska, polska farmaceutka, wykładowczyni akademicka (zm. 2023)
  - Raul Plassman, brazylijski piłkarz, bramkarz
  - Iiro Viinanen, fiński samorządowiec, polityk
- 1945:
  - Misha Dichter, amerykański pianista
  - Roger Herren, amerykański aktor (zm. 2014)
  - Tadeusz Krysiński, polski piłkarz
  - Antoni Sułek, polski socjolog, wykładowca akademicki
- 1946:
  - Nikos Anastasiadis, cypryjski prawnik, polityk, prezydent Cypru
  - Ravi Chopra, indyjski reżyser i producent filmowy (zm. 2014)
  - François Dunoyer, francuski aktor
  - Robin Nedwell, brytyjski aktor (zm. 1999)
- 1947:
  - Dick Advocaat, holenderski piłkarz, trener
  - Agustín Díaz de Mera García-Consuegra, hiszpański polityk
  - Bernard Ford, brytyjski łyżwiarz figurowy (zm. 2023)
  - Sza’ul Jahalom, izraelski polityk
  - Svein Kvia, norweski piłkarz, trener (zm. 2005)
  - Meat Loaf, amerykański piosenkarz, aktor (zm. 2022)
  - Mari Saat, estońska pisarka
  - Vic Snyder, amerykański polityk
  - Liz Torres, amerykańska aktorka, piosenkarka pochodzenia portorykańskiego
  - Jesper Tørring, duński lekkoatleta, tyczkarz, skoczek wzwyż i w dal i płotkarz
- 1948:
  - Santiago Lanzuela Marina, hiszpański ekonomista, polityk, samorządowiec, prezydent Aragonii (zm. 2020)
  - A Martinez, amerykański aktor, piosenkarz pochodzenia meksykańskiego
  - Dušan Mihajlović, serbski prawnik, polityk
- 1949:
  - Mike Schmidt, amerykański baseballista
  - Michał Skowronek, polski lekkoatleta, średniodystansowiec
  - Alfredo Zecca, argentyński duchowny katolicki, arcybiskup Tucumán (zm. 2022)
- 1950:
  - Anna Brzozowska, polska polityk, poseł na Sejm PRL
  - Linda Lewis, brytyjska piosenkarka (zm. 2023)
  - Danuta Piecyk, polska lekkoatletka, sprinterka i płotkarka (zm. 2011)
  - Cary-Hiroyuki Tagawa, japońsko-amerykański aktor
  - Chuck Terry, amerykański koszykarz
- 1951:
  - Péter Baczakó, węgierski sztangista (zm. 2008)
  - Geoff Gallop, australijski polityk
  - Wojciech Giertych, polski dominikanin
  - Anthony Laciura, amerykański śpiewak operowy (tenor)
  - Paweł Maślanka, polski fizyk, matematyk, wykładowca akademicki
  - Ren Ōsugi, japoński aktor (zm. 2018)
  - Steve Soper, brytyjski kierowca wyścigowy
- 1952:
  - Liam Aylward, irlandzki polityk
  - Jorge Luis Bernal, kolumbijski trener piłkarski
  - Mirosław Ryszard Makowski, polski projektant, fotograf, dziennikarz, bloger
  - Dumitru Prunariu, rumuński generał-major lotnictwa, kosmonauta
- 1953:
  - Mata Amritanandamayi, indyjska guru, filantropka
  - Benny Brown, amerykański lekkoatleta, sprinter (zm. 1996)
  - Wacław Depo, polski duchowny katolicki, biskup zamojsko-lubaczowski, arcybiskup metropolita częstochowski
  - Claudio Gentile, włoski piłkarz, trener
  - Greg Ham, australijski muzyk, kompozytor, członek zespołu Men at Work, aktor (zm. 2012)
  - Mykoła Riabczuk, ukraiński poeta, eseista, krytyk literacki, publicysta
  - Robbie Shakespeare, jamajski basista, producent muzyczny (zm. 2021)
  - Monte Towe, amerykański koszykarz, trener
- 1954:
  - Henryk Dusza, polski piłkarz (zm. 2013)
  - Christiane Marlet, francuska lekkoatletka, sprinterka
  - Ludmila Müllerová, czeska ekonomistka, polityk
  - David Oyedepo, nigeryjsjki pisarz i kaznodzieja chrześcijański
  - Samwel Petrosjan, ormiański piłkarz, trener
  - Gabriele Preuß, niemiecka działaczka samorządowa, polityk, eurodeputowana
  - Janusz Sroka, polski piłkarz
  - Larry Wall, amerykański programista komputerowy
- 1955:
  - Aleksandr Galibin, rosyjski aktor
  - Andrea Mátay, węgierska lekkoatletka, skoczkini wzwyż
  - Richard Nowakowski, niemiecki bokser pochodzenia polskiego
- 1956:
  - Steve Archibald, szkocki piłkarz, trener
  - Bob Corritore, amerykański muzyk, harmonijkarz bluesowy
  - Jean Henry Céant, haitański polityk, premier Haiti
  - Daniel Kovač, słoweński piosenkarz
  - Milan Smrčka, czeski piosenkarz, poeta
- 1957:
  - Jacques Borlée, belgijski lekkoatleta, sprinter, trener
  - Wiesław Buż, polski samorządowiec, polityk, poseł na Sejm RP
  - Volker Grabow, niemiecki wioślarz
  - Tino Lettieri, kanadyjski piłkarz, bramkarz pochodzenia włoskiego
  - Bożena Sędzicka, polska koszykarka
- 1958:
  - Neil Adams, brytyjski judoka
  - Marek Ast, polski samorządowiec, polityk, poseł na Sejm RP
  - Shaun Cassidy, amerykański piosenkarz, producent telewizyjny, aktor, scenarzysta
  - Quique Setién, hiszpański piłkarz, trener
  - Irvine Welsh, szkocki pisarz
- 1959:
  - Cosme Almedilla, filipiński duchowny katolicki, biskup Butuan
  - Miroslav Fryčer, czeski hokeista, trener i działacz hokejowy (zm. 2021)
  - Beth Heiden, amerykańska łyżwiarka szybka, kolarka szosowa
  - Mark Inglis, nowozelandzki wspinacz
  - Magdalena Valerio, hiszpańska prawnik, działaczka samorządowa, polityk
- 1960:
  - Jean-Marc Barr, francuski aktor, reżyser, scenarzysta i producent filmowy
  - Anna Knapik, polska pedagog, animator kultury, działaczka samorządowa, wiceprezydent Tarnowa (zm. 2003)
  - David Koller, czeski muzyk, wokalista, producent muzyczny, członek zespołu Lucie
  - Manfred Nerlinger, niemiecki sztangista
  - Shane O’Brien, nowozelandzki wioślarz
- 1961:
  - Mychajło Kałyta, ukraiński piłkarz, trener
  - Andy Lau, hongkoński aktor, piosenkarz, autor tekstów
  - Waldemar Matysik, polski piłkarz, trener
  - Jean-Marc Rozon, kanadyjski narciarz dowolny
  - Sławomir Szczęśniak, polski dziennikarz, aktor niezawodowy, piosenkarz, raper, autor programów telewizyjnych
- 1962:
  - María Cangá, ekwadorska judoczka (zm. 2023)
  - Gábor Fodor, węgierski polityk
  - Christelle Guignard, francuska narciarka alpejska
  - Beata Niedzielska, polska lekkoatletka, płotkarka
  - Iosif Rotariu, rumuński piłkarz, trener
- 1963:
  - Ivana Chýlková, czeska aktorka teatralna i filmowa
  - Barbara Grygorcewicz, polska polityk, poseł na Sejm RP
  - Caren Metschuck, niemiecka pływaczka
  - Michał Rosa, polski reżyser i scenarzysta filmowy
  - Dale Walters, kanadyjski bokser
- 1964:
  - Izabela Ceglińska, polska skrzypaczka
  - Kazimierz Dyński, polski generał brygady
  - Huo Tingxiao, chiński scenograf filmowy
  - Idaliana Kaczor, polska historyk, wykladowczyni akademicka
  - André Sehmisch, niemiecki biathlonista
  - Igor Štohl, słowacki szachista, trener
- 1965:
  - Doug Chandler, amerykański motocyklista wyścigowy
  - Anna Dobrowolska, polska lekkoatletka, biegaczka średnio- i długodystansowa
  - Steve Kerr, amerykański koszykarz
  - Gela Ketaszwili, gruziński piłkarz, trener
  - Peter MacKay, kanadyjski polityk
  - Michael Oenning, niemiecki piłkarz, trener
  - Maria Schrader, niemiecka aktorka, reżyserka i scenarzystka filmowa
  - Roschdy Zem, francuski aktor, reżyser filmowy pochodzenia marokańskiego
- 1966:
  - Sigurður Jónsson, islandzki piłkarz, trener
  - Jovanotti, włoski piosenkarz
  - Artur Maciąg, polski matematyk, wykładowca akademicki
  - Belarmino Salgado, kubański judoka
  - Stephanie Wilson, amerykańska inżynier, astronautka
- 1967:
  - Anna Biriukowa, rosyjska lekkoatletka, trójskoczkini
  - Francisco José Camarasa, hiszpański piłkarz
  - Stephan Freigang, niemiecki lekkoatleta, długodystansowiec
  - Uche Okechukwu, nigeryjski piłkarz
  - Oksana Pankiejewa, ukraińska pisarka fantasy
  - Andriej Piatnicki, rosyjski piłkarz, trener
  - Małgorzata Roszkowska, polska judoczka, trenerka
  - Andrij Sidelnikow, ukraiński piłkarz
  - Jacob Svinggaard, duński piłkarz
  - Edyta Szurowska, polska radiolog, wykładowczyni akademicka
  - Hennadij Zubko, ukraiński polityk
- 1968:
  - Rahul Dev, indyjski aktor, model
  - Ingela Ericsson, szwedzka kajakarka
  - Mari Kiviniemi, fińska polityk, premier Finlandii
  - Christelle Lechevalier, francuska działaczka samorządowa, polityk, eurodeputowana
  - Patrick Muldoon, amerykański aktor, model
  - Piotr Sławiński, polski poeta, historyk, pedagog
  - Hamilton de Souza, brazylijski piłkarz
  - Yukinori Taniguchi, japoński kierowca wyścigowy, przedsiębiorca
  - Kamczybek Taszijew, kirgiski polityk
  - Matjaž Zupan, słoweński skoczek narciarski, trener
- 1969:
  - Alona Babak, ukraińska bizneswoman, polityk
  - Edgardo Franco, panamski wokalista reggae, aktor, producent muzyczny i filmowy
  - Vesa Hietalahti, fiński biathlonista
  - Walter Jeklin, słoweński koszykarz, działacz sportowy
  - Karapet Mikajelian, ormiański piłkarz
  - Sofia Milos, amerykańska aktorka pochodzenia grecko-włoskiego
  - Eduard Zankawiec, białoruski hokeista, trener
- 1970:
  - Elias Al-Debei, syryjski duchowny melchicki, arcybiskup Bosry i Hauranu
  - Tamás Bódog, węgierski piłkarz, trener
  - Marcus Gayle, jamajski piłkarz
  - Mattias Sunneborn, szwedzki lekkoatleta, skoczek w dal
  - Jessica Stegrud, szwedzka ekonomistka, publicystka, polityk, eurodeputowana
  - Tamara Taylor, kanadyjska aktorka
- 1971:
  - Marlon Ayoví, ekwadorski piłkarz
  - Caco Ciocler, brazylijski aktor
  - Amanda Detmer, amerykańska aktorka
  - Agata Kulesza, polska aktorka
  - Agata Suszka, polska biathlonistka
- 1972:
  - Ángel Casero, hiszpański kolarz szosowy
  - Agnieszka Fajlhauer, polska aktorka
  - Gwyneth Paltrow, amerykańska aktorka
  - Oana Pantelimon, rumuńska lekkoatletka, skoczkini wzwyż
  - Lhasa de Sela, amerykańska piosenkarka (zm. 2010)
- 1973:
  - Vratislav Lokvenc, czeski piłkarz
  - Stanisław Pozdniakow, rosyjski szermierz
  - Mychajło Starow, ukraiński sztangista, trójboista siłowy, strongman
- 1974:
  - Daniel Andersson, szwedzki żużlowiec
  - Lodewijk Asscher, holenerski prawnik, samorządowiec, polityk
  - Tadeusz Krawiec, polski piłkarz, trener
  - Ołeh Moczulak, ukraiński piłkarz
  - Andrij Oksymeć, ukraiński piłkarz
  - Eliphas Shivute, namibijski piłkarz
- 1975:
  - Tim Campbell, australijski aktor
  - Ismaël Koudou, burkiński piłkarz
  - Krzysztof Nowak, polski piłkarz (zm. 2005)
- 1976:
  - Monika Absolonová, czeska piosenkarka, aktorka
  - Luca Parmitano, włoski major pilot, astronauta
  - Francesco Totti, włoski piłkarz
- 1977:
  - Lucas Bernardi, argentyński piłkarz
  - Michael C. Maronna, amerykański aktor, operator filmowy
  - Omar Naim, jordański reżyser, scenarzysta i operator filmowy
  - Andrus Värnik, estoński lekkoatleta, oszczepnik
- 1978:
  - Brad Arnold, amerykański perkusista, wokalista, członek zespołu 3 Doors Down
  - Ani Lorak, ukraińska piosenkarka
  - Ana Nikolić, serbska piosenkarka
  - Mihaela Ursuleasa, rumuńska pianistka (zm. 2012)
- 1979:
  - Gabriel Fleszar, polski muzyk, wokalista, autor tekstów
  - Kuba Mańkowski, polski muzyk, kompozytor, wokalista, autor tekstów, producent muzyczny, inżynier dźwięku, aranżer
  - Shinji Ono, japoński piłkarz
  - Edgar Ramos, kolumbijski piłkarz
  - Agnieszka Szaj, polska judoczka
- 1980:
  - Elvin Beqiri, albański piłkarz
  - Michał Jurkiewicz, polski klawiszowiec, altowiolista, muzyk sesyjny, kompozytor, producent muzyczny, aranżer
  - Olivier Kapo, francuski piłkarz pochodzenia iworyjskiego
  - Sofia Mestari, francuska piosenkarka pochodzenia marokańskiego
  - Kristopher Turner, kanadyjski aktor
  - David Vandenbossche, francuski piłkarz
  - Zhang Na, chińska lekkoatletka, tyczkarka
- 1981:
  - Cytherea, amerykańska aktorka filmów porno
  - Ola Englund, szwedzki muzyk, kompozytor, wokalist, producent muzyczny, inżynier dźwięku, członek zespołów: Feared, Scarpoint, The Haunted, Six Feet Under, Sorcerer i Subcyde
  - Aghwan Mykyrtczian, ormiański piłkarz
  - Mitar Novaković, czarnogórski piłkarz
  - Swetlana Pessowa, turkmeńska lekkoatletka, wieloboistka
  - Tomáš Petříček, czeski politolog, polityk
  - Luis Alonso Sandoval, meksykański piłkarz
  - Jeremy Stenberg, amerykański zawodnik FMX
  - Mirjam Weichselbraun, austriacka dziennikarka i prezenterka telewizyjna
- 1982:
  - Anna Camp, amerykańska aktorka
  - Thomas Kelati, amerykański koszykarz
  - Gábor Kis, węgierski piłkarz wodny
  - Lucas Martin Matthysse, argentyński bokser
  - Jon McLaughlin, amerykański piosenkarz
  - Markus Rosenberg, szwedzki piłkarz
  - Lil Wayne, amerykański raper, aktor
  - Tan White, amerykańska koszykarka
- 1983:
  - Germán Alemanno, meksykański piłkarz
  - Jay Bouwmeester, kanadyjski hokeista
  - Daria Kasperska, polska piłkarka
  - Jason Shackell, angielski piłkarz
  - Wital Szapiatouski, białoruski piłkarz
  - Kamil Zieliński, polski ekonomista, polityk, wicewojewoda dolnośląski
- 1984:
  - Kirk Archibeque, amerykański koszykarz
  - Giulio Berruti, włoski aktor, model, producent filmowy
  - Andrew Garbarino, amerykański polityk, kongresman
  - Angela Haynes, amerykańska tenisistka
  - Vlad-Cristian Jianu, rumuński szachista
  - John Lannan, amerykański baseballista
  - Avril Lavigne, kanadyjsko-francuska piosenkarka, gitarzystka, autorka tekstów, producentka muzyczna, filantropka, projektantka mody, aktorka
  - Wołodymyr Ostapczuk, ukraiński prezenter filmowy i telewizyjny
  - Dalibor Stevanović, słoweński piłkarz
  - Wouter Weylandt, belgijski kolarz szosowy (zm. 2011)
- 1985:
  - Yael Castiglione, argentyńska siatkarka
  - Anne Cibis, niemiecka lekkoatletka, sprinterka
  - Paulina Dębska, polska lekkoatletka, tyczkarka
  - Umar Hausawi, saudyjski piłkarz
  - Khalid Lebhij, marokański piłkarz
  - Fernando Meneses, chilijski piłkarz
  - Anthony Morrow, amerykański koszykarz
  - Daniel Pudil, czeski piłkarz
  - Ibrahim Touré, iworyjski piłkarz (zm. 2014)
- 1986:
  - Sean Doolittle, amerykański baseballista
  - Alexandru Epureanu, mołdawski piłkarz
  - Drago Gabrić, chorwacki piłkarz
  - Məhəmmədrəsul Məcidov, azerski bokser pochodzenia dargijskiego
  - Nadieżda Michałkowa, rosyjska aktorka
  - Tamás Priskin, węgierski piłkarz
  - Stéphane Ruffier, francuski piłkarz, bramkarz
  - Matt Shoemaker, amerykański baseballista
  - Natasha Thomas, duńska piosenkarka
  - Yass, niemiecka piosenkarka pochodząca z Saint Lucia
- 1987:
  - Ádám Bogdán, węgierski piłkarz, bramkarz
  - Luke Campbell, brytyjski bokser
  - Olga Puczkowa, rosyjska tenisistka
  - David Walters, amerykański pływak
- 1988:
  - Matthias Flückiger, szwajcarski kolarz górski i przełajowy
  - Lisa Ryzih, niemiecka lekkoatletka, tyczkarka
  - Nicolás Terol, hiszpański motocyklista wyścigowy
- 1989:
  - Jay Blankenau, kanadyjski siatkarz
  - Aleksandra Jarosz, polska brydżystka
  - Idalys Ortíz, kubańska judoczka
  - Park Tae-hwan, południowokoreański pływak
  - Pihla Pelkiö, fińska siatkarka
  - Jeneba Tarmoh, amerykańska lekkoatletka, sprinterka
  - Anna Wörner, niemiecka narciarka dowolna
- 1990:
  - André, brazylijski piłkarz
  - Frédéric Bulot, gaboński piłkarz
  - Manuczehr Dżalilow, tadżycki piłkarz
  - José Kanté, gwinejski piłkarz
  - Lola Kirke, amerykańska aktorka
  - Dainis Krištopāns, łotewski piłkarz ręczny
  - Julie Mollinger, francuska siatkarka
- 1991:
  - Gašper Bartol, słoweński skoczek narciarski i trener
  - Carlos Cáceda, peruwiański piłkarz, bramkarz
  - Simona Halep, rumuńska tenisistka
  - Marcel Halstenberg, niemiecki piłkarz
  - Dillion Harper, amerykańska aktorka pornograficzna
  - Thomas Mann, amerykański aktor
- 1992:
  - Luc Castaignos, holenderski piłkarz
  - Pak Kwang-ryong, północnokoreański piłkarz
  - Granit Xhaka, szwajcarski piłkarz pochodzenia albańskiego
  - Gabriel, brazylijski piłkarz, bramkarz
- 1993:
  - Jonathan Buatu, angolski piłkarz
  - Luis Fernández, hiszpański piłkarz
  - Isabelle Harrison, amerykańska koszykarka
  - Peres Jechirchir, kenijska lekkoatletka, biegaczka długodystansowa
  - Jakub Kaczmarek, polski kolarz szosowy
  - Lisandro Magallán, argentyński piłkarz pochodzenia włoskiego
  - Mónica Puig, portorykańska tenisistka
  - Lucas Rodríguez, argentyński piłkarz
  - Ołeksij Sawczenko, ukraiński piłkarz
- 1994:
  - Csaba Burján, węgierski łyżwiarz szybki, specjalista short tracku
  - Natalia Kołnierzak, polska zawodniczka sumo
  - Anya Olsen, amerykańska aktorka pornograficzna
  - Terry van Rensburg, południowoafrykański zapaśnik
  - Ołeksandr Swatok, ukraiński piłkarz
- 1995:
  - Daeg Faerch, kanadyjski aktor pochodzenia duńskiego
  - Tra Holder, amerykański koszykarz
  - Yoshihito Nishioka, japoński tenisista
  - Michał Włodarczyk, polski aktor
  - Christian Wood, amerykański koszykarz
- 1996:
  - Martin Atanasow, bułgarski siatkarz
  - Maxwel Cornet, iworyjski piłkarz
  - Dato Czchartiszwili, gruziński zapaśnik
  - Illa Nyżnyk, ukraiński szachista
  - Daugilė Šarauskaitė, litewska koszykarka
  - Alicia Smith, australijska tenisistka
- 1997 – Dimitri Oberlin, szwajcarski piłkarz pochodzenia kameruńskiego
- 1998 – Arkadiusz Dziarmaga, polski judoka
- 1999:
  - Felix Agu, niemiecki piłkarz pochodzenia nigeryjskiego
  - Elif Ełmas, macedoński piłkarz
  - Federica Isola, włoska szpadzistka
- 2000:
  - Liberato Cacace, nowozelandzki piłkarz pochodzenia włoskiego
  - Maksim Niekrasow, rosyjski łyżwiarz figurowy
  - Cohlton Schultz, amerykański zapaśnik
  - Sina Siegenthaler, szwajcarska snowboardzistka
  - Henri Squire, niemiecki tenisista
- 2001 – Yūto Totsuka, japoński snowboardzista
- 2002 – Jenna Ortega, amerykańska aktorka pochodzenia portorykańsko-meksykańskiego
- 2004 – João Neves, portugalski piłkarz
- 2005:
  - Tobias Fröier, szwedzki skoczek narciarski
  - Óscar Perea, kolumbijski piłkarz
  - Ritsuta Sugiyama, japoński skoczek narciarski
- 2006 – Sharifa Davronova, uzbecka lekkoatletka, trójskoczkini

## Zmarli
- 1104 – Piotr I, król Aragonii i Nawarry (ur. 1069)
- 1125 – Rycheza z Bergu, hrabianka niemiecka, księżna czeska (ur. ?)
- 1249 – Rajmund VII, hrabia Tuluzy (ur. 1197)
- 1323:
  - Mikołaj Afri, polski duchowny katolicki, dominikanin, biskup chełmiński pochodzenia francuskiego (ur. ?)
  - Elzear z Sabran, francuski hrabia, tercjarz franciszkański, święty (ur. 1285)
- 1351 – Jan Volek, czeski duchowny katolicki, biskup ołomuniecki (ur. ?)
- 1390 – Francesco Renzio, włoski kardynał (ur. ok. 1330)
- 1433 – Joanna Walezjuszka, księżniczka francuska, księżna Bretanii (ur. 1391)
- 1456 – Wawrzyniec z Ripafratta, włoski dominikanin, błogosławiony (ur. ?)
- 1486 – Gabriele Rangone, włoski franciszkanin, inkwizytor, kardynał (ur. 1410)
- 1529 – Jerzy Wittelsbach, książę Palatynatu, biskup Spiry (ur. 1486)
- 1536 – Felice della Rovere, włoska arystokratka (ur. ok. 1483)
- 1551 – Jan Radziwiłł, krajczy wielki litewski (ur. 1516)
- 1557 – Go-Nara, cesarz Japonii (ur. 1497)
- 1577 – Diego de Covarrubias y Leyva, hiszpański duchowny katolicki, arcybiskup Santo Domingo, biskup Ciudad Rodrigo (ur. 1512)
- 1590 – Urban VII, papież (ur. 1521)
- 1612:
  - Piotr Skarga, polski jezuita, teolog, kanonik lwowski, kaznodzieja królewski, pisarz, pierwszy rektor Uniwersytetu Wileńskiego (ur. 1536)
  - Dymitr Szujski, rosyjski bojar, dowódca wojskowy (ur. ok. 1560)
- 1614 – Felice Anerio, włoski kompozytor (ur. 1560)
- 1649 – Bellerofonte Castaldi, włoski muzyk, kompozytor, poeta (ur. 1581)
- 1651 – Maksymilian I, książę i elektor Bawarii (ur. 1573)
- 1654 – Constantin Ferber III, gdański polityk, burmistrz i burgrabia królewski (ur. 1580)
- 1659 – Andreas Tscherning, niemiecki poeta, teoretyk literatury (ur. 1611)
- 1660 – Wincenty à Paulo, francuski duchowny katolicki, święty (ur. 1581)
- 1674 – Thomas Traherne, angielski poeta (ur. 1636/37)
- 1682 – Iwan Chowański, rosyjski bojar, dowódca wojskowy (ur. ?)
- 1700 – Innocenty XII, papież (ur. 1615)
- 1709 – Thierry Ruinart, francuski benedyktyn, erudyta, wydawca (ur. 1657)
- 1730 – Laurence Eusden, angielski poeta (ur. 1688)
- 1735 – Peter Artedi, szwedzki przyrodnik (ur. 1705)
- 1736 – René Duguay-Trouin, francuski korsarz, admirał (ur. 1673)
- 1737 – John Sidney, brytyjski arystokrata, polityk (ur. 1680)
- 1760 – Maria Amalia Wettyn, królowa neapolitańska, sycylijska i hiszpańska (ur. 1724)
- 1767 – Stanisław Józef Duńczewski, polski prawnik, filozof, matematyk, astronom, autor kalendarzy (ur. 1701)
- 1769 – Anna Orzelska, polska hrabina, skandalistka, nieślubna córka króla Augusta II Mocnego (ur. 1707)
- 1783 – Étienne Bézout, francuski matematyk (ur. 1730)
- 1787 – Thomas Hay, brytyjski arystokrata, polityk (ur. 1710)
- 1788 – Augusta Karolina Welf, księżna wirtemberska (ur. 1764)
- 1797 – Antoni (Zybielin), rosyjski biskup prawosławny (ur. ok. 1730)
- 1800 – Hyacinthe Jadin, francuski kompozytor (ur. 1776)
- 1818 – Paweł Potocki, polski hrabia, ziemianin, duchowny katolicki (ur. 1751)
- 1826 – Wincenty Jakubowski, polski kaznodzieja, poeta, tłumacz (ur. 1751)
- 1832 – Karl Christian Friedrich Krause, niemiecki filozof (ur. 1781)
- 1833 – Ram Mohan Roy, indyjski pisarz, publicysta, reformator religijny i społeczny, twórca ruchu Brahmo Samadź (ur. 1772)
- 1834 – Eliza Radziwiłłówna, polska księżniczka (ur. 1803)
- 1836 – Isabella Teotochi Albrizzi, włoska pisarka, mecenas sztuki pochodzenia greckiego (ur. 1760)
- 1838 – Bernard Courtois, francuski przemysłowiec, chemik (ur. 1777)
- 1846 – (lub 27 sierpnia) Franciszek Ścigalski, polski skrzypek, kompozytor, dyrygent (ur. 1782)
- 1849 – Michał Mycielski, polski generał, uczestnik powstania listopadowego (ur. ?)
- 1852:
  - Maurice-Marie-Matthieu Garrigou, francuski duchowny katolicki, Sługa Boży (ur. 1766)
  - Johann Andreas Schmeller, niemiecki germanista (ur. 1785)
- 1855:
  - August Lanner, austriacki kompozytor (ur. 1835)
  - William Nuckolls, amerykański polityk (ur. 1801)
- 1860 – Wiktor Maksymilian Ossoliński, polski hrabia, wojskowy, polityk (ur. 1790)
- 1862 – Bartolomeo Bizio, włoski farmaceuta, mikrobiolog (ur. 1791)
- 1867 – Albert Auguste Perdonnet, szwajcarski inżynier kolejnictwa (ur. 1801)
- 1868 – Aleksander Colonna-Walewski, polski i francuski hrabia, polityk (ur. 1810)
- 1870 – Jeremiah Garnett, brytyjski dziennikarz (ur. 1793)
- 1876 – Braxton Bragg, amerykański (konfederacki) generał (ur. 1817)
- 1887 – Mikołaj Akielewicz, litewski poeta, prozaik, wydawca, tłumacz (ur. 1829)
- 1891 – Iwan Gonczarow, rosyjski pisarz (ur. 1812)
- 1898 – Eduard Junge, rosyjski okulista (ur. 1831)
- 1899 – Henry Heth, amerykański (konfederacki) generał major (ur. 1825)
- 1900 – Albert Bernhard Frank, niemiecki botanik, wykładowca akademicki (ur. 1839)
- 1903 – Charles Gordon-Lennox, brytyjski arystokrata, polityk (ur. 1818)
- 1904 – Aleksandr Komarow, rosyjski generał (ur. 1830)
- 1905 – Mieczysław Pietruski, polski kontradmirał floty austro-węgierskiej (ur. 1848)
- 1906 – Jadwiga Borzęcka, polska zakonnica, Służebnica Boża (ur. 1863)
- 1908:
  - Carlo Caputo, włoski duchowny katolicki, biskup Monopoli i Aversy, prałat terytorialny Acquaviva delle Fonti i Altamury (ur. 1843)
  - Anna Grobecker, niemiecka aktorka, śpiewaczka operowa (mezzosopran) (ur. 1829)
- 1912 – Wiktor Magnus, polski leśnik, przemysłowiec, działacz społeczny (ur. 1833)
- 1913:
  - Wilhelm Holtz, niemiecki fizyk, wynalazca, wykładowca akademicki (ur. 1836)
  - Katarina Milovuk, serbska pisarka, nauczycielka, działaczka feministyczna (ur. 1844)
- 1914 – Adam Kopyciński, polski duchowny katolicki, polityk (ur. 1849)
- 1915 – Remy de Gourmont, francuski prozaik, poeta, krytyk literacki (ur. 1858)
- 1916 – Valentin Magnan, francuski psychiatra (ur. 1835)
- 1917 – Edgar Degas, francuski malarz, rzeźbiarz (ur. 1834)
- 1918 – Fritz Rumey, niemiecki pilot wojskowy, as myśliwski (ur. 1891)
- 1919:
  - Adelina Patti, włoska śpiewaczka operowa (sopran) (ur. 1843)
  - Bolesław Ulanowski, polski historyk prawa, wykładowca akademicki (ur. 1860)
- 1920:
  - Czesław Czyżyński, polski sierżant (ur. 1896)
  - Josiah Kerr, amerykański polityk (ur. 1861)
  - Leon Stasiewski, polski harcerz (ur. 1903)
- 1921:
  - Zdzisław Birnbaum, polski dyrygent, kompozytor, skrzypek pochodzenia żydowskiego (ur. 1878)
  - Engelbert Humperdinck, niemiecki kompozytor (ur. 1854)
- 1928 – William Anderson, kanadyjski kolarz torowy (ur. 1888)
- 1931 – Michaił Michajłow-Iwanow, radziecki polityk, działacz gospodarczy (ur. 1894)
- 1934:
  - Jakub Ksawery Potocki, polski hrabia, filantrop (ur. 1863)
  - Wojciech Sosiński, polski polityk, poseł na Sejm RP (ur. 1872)
  - Mikołaj Wasilewicz, polski rolnik, weteran powstania styczniowego (ur. 1837)
- 1936:
  - Fidelis Climent Sanchés, hiszpański kapucyn, męczennik, błogosławiony (ur. 1856)
  - Franciszka Ksawera Maria Fenollosa Alcaina, hiszpańska męczennica, błogosławiona (ur. 1901)
  - Józef Fenollosa Alcayna, hiszpański duchowny katolicki, męczennik, błogosławiony (ur. 1903)
- 1939 – Józef Ferencowicz, polski podpułkownik (ur. 1890)
- 1940:
  - Tadeusz Andruszków, polski sierżant pilot (ur. 1920)
  - Ludwik Witold Paszkiewicz, polski porucznik pilot, as myśliwski (ur. 1907)
  - Jan Urban, polski jezuita, historyk (ur. 1874)
  - Julius Wagner-Jauregg, austriacki psychiatra, laureat Nagrody Nobla (ur. 1857)
- 1941 – Frank Burr Mallory, amerykański patolog, wykładowca akademicki (ur. 1862)
- 1942:
  - Janusz Jagrym-Maleszewski, polski pułkownik kawalerii, polityk, senator RP (ur. 1879)
  - Bronisław Kostkowski, polski kleryk, męczennik, błogosławiony (ur. 1915)
  - Jonas Smilgevičius, litewski ekonomista, polityk (ur. 1870)
- 1943:
  - Wacław Gieburowski, polski duchowny katolicki, wykładowca akademicki, kompozytor, dyrygent (ur. 1878)
  - Willoughby Hamilton, irlandzki tenisista (ur. 1864)
  - Mao Zemin, chiński polityk komunistyczny (ur. 1896)
  - Aleksiej Zygin, radziecki generał porucznik (ur. 1896)
- 1944:
  - Leon Bianchi, polski podpułkownik (ur. 1896)
  - Stanisław Biega, polski major dyplomowany (ur. 1893)
  - Ernest Buchta, polski major dyplomowany piechoty (ur. 1897)
  - Wacław Janaszek, polski pułkownik, żołnierz AK, uczestnik powstania warszawskiego (ur. 1903)
  - Gustaw Kryński, polski operator filmowy (ur. 1893)
  - Włodzimierz Łączyński, polski major kawalerii (ur. 1898)
  - Aristide Maillol, francuski malarz, projektant tkanin, rzeźbiarz (ur. 1861)
  - Adam Niedenthal, polski żołnierz, kawaler Orderu Virtuti Militari (ur. 1898)
  - Siergiej Prokudin-Gorski, rosyjski fotografik (ur. 1863)
  - Leon Aleksander Sapieha, polski ziemianin, podróżnik, polityk, poseł na Sejm RP (ur. 1883)
- 1945:
  - Władysław Byrka, polski prawnik, ekonomista, minister skarbu, wicemarszałek Sejmu RP (ur. 1878)
  - Charles W. Gilmore, amerykański paleontolog (ur. 1874)
  - Tomislav Sertić, chorwacki generał, członek ruchu ustaszy (ur. 1902)
- 1946 – Augustyn Westphal, polski działacz społeczno-kulturalny, komendant naczelny Tajnej Organizacji Wojskowej „Gryf Pomorski” (ur. 1884 lub 85)
- 1947:
  - Luigi Barlassina, włoski duchowny katolicki, łaciński patriarcha Jerozolimy (ur. 1872)
  - Robert Drews, niemiecki duchowny baptystyczny (ur. 1860)
  - Jan Malypetr, czechosłowacki polityk, działacz ludowy, premier Czechosłowacji, kolaborant (ur. 1873)
- 1948:
  - Östen Bergstrand, szwedzki astronom (ur. 1873)
  - Harlan J. Bushfield, amerykański prawnik, polityk (ur. 1882)
  - Stefan Górski, polski podporucznik rezerwy piechoty, oficer AK, cichociemny (ur. 1922)
- 1949 – Émile Eddé, libański polityk, premier i prezydent Libanu pod mandatem francuskim (ur. 1883)
- 1950 – Maksymilian von Waldburg-Wolfegg-Waldsee, niemiecki arystokrata, polityk (ur. 1863)
- 1951 – Stanisław Szaliński, polski podpułkownik piechoty (ur. 1896)
- 1952:
  - Telesfor Grewling, polski żołnierz NSZ (ur. 1932)
  - Frederick Hird, amerykański strzelec sportowy (ur. 1879)
  - Leopold Marcin Karasiński, polski architekt (ur. 1886)
- 1953 – Hans Fritzsche, niemiecki dziennikarz, komentator radiowy, propagandzista nazistowski (ur. 1900)
- 1954 – Maximilian von Weichs, niemiecki feldmarszałek (ur. 1881)
- 1956:
  - Mildred Didrikson, amerykańska sportsmenka (ur. 1911)
  - Gerald Finzi, brytyjski kompozytor pochodzenia żydowskiego (ur. 1901)
- 1957:
  - Jan Medwadowski, polski generał brygady (ur. 1871)
  - Demetrio Neyra, peruwiański piłkarz (ur. 1908)
- 1958 – Marian Dąbrowski, polski dziennikarz, wydawca, polityk (ur. 1878)
- 1959 – Herman Wildenvey, norweski poeta, tłumacz (ur. 1885)
- 1960:
  - Imre Markos, węgierski piłkarz, trener (ur. 1908)
  - Carlos Mendieta, kubański pułkownik, polityk, tymczasowy prezydent Kuby (ur. 1873)
- 1961 – Zygmunt Gawlik, polski architekt, malarz, rzeźbiarz, konserwator zabytków (ur. 1895)
- 1962 – Christian Juhl, duński gimnastyk (ur. 1898)
- 1964:
  - Stanisław Buchholz, polski nauczyciel (ur. 1878)
  - Adib asz-Sziszakli, syryjski generał, polityk, premier i prezydent Syrii (ur. 1909)
- 1965:
  - Clara Bow, amerykańska aktorka (ur. 1905)
  - William Arthur Stanier, brytyjski inżynier, konstruktor lokomotyw (ur. 1876)
- 1966 – Albert Renger-Patzsch, niemiecki fotografik (ur. 1897)
- 1967:
  - Feliks Jusupow, rosyjski książę (ur. 1887)
  - Hilla von Rebay, niemiecka malarka, kolekcjonerka dzieł sztuki (ur. 1890)
- 1969:
  - Nicolas Grunitzky, togijski polityk pochodzenia niemieckiego, premier i prezydent Togo (ur. 1913)
  - Julian Horodecki, polski polityk (ur. 1907)
- 1970 – Zofia Żelska-Mrozowicka, polska dziennikarka, działaczka społeczna (ur. 1888)
- 1971 – Hermann Ehrhardt, niemiecki wojskowy, polityk nazistowski (ur. 1881)
- 1972 – Shiyali Ramamrita Ranganathan, indyjski matematyk, bibliotekarz (ur. 1892)
- 1974:
  - Georgi Kuliszew, bułgarski prawnik, dziennikarz, polityk (ur. 1885)
  - Gunnar Olsson, szwedzki piłkarz (ur. 1908)
  - Wilhelm Zander, niemiecki SS-Standartenführer (ur. 1911)
- 1975:
  - Maurice Feltin, francuski duchowny katolicki, arcybiskup Paryża, kardynał (ur. 1883)
  - Jack Lang, australijski polityk (ur. 1876)
  - Kazimierz Moczarski, polski dziennikarz, pisarz, żołnierz AK (ur. 1907)
- 1976 – Leonard Wdowiak, polski psychiatra, wykładowca akademicki (ur. 1920)
- 1977 – Wiktor Trojanowski, polski weterynarz, polityk, poseł do KRN, minister pracy i opieki społecznej (ur. 1906)
- 1978 – Kazimierz Demel, polski hydrobiolog, wykładowca akademicki (ur. 1889)
- 1979:
  - Gracie Fields, brytyjska aktorka, piosenkarka (ur. 1898)
  - Jimmy McCulloch, szkocki gitarzysta, członek zespołu Wings (ur. 1953)
- 1980 – Dietrich von Saucken, niemiecki generał wojsk pancernych (ur. 1892)
- 1981:
  - Bronisław Malinowski, polski lekkoatleta, długodystansowiec (ur. 1951)
  - Robert Montgomery, amerykański aktor (ur. 1904)
  - Eugenia Śnieżko-Szafnaglowa, polska aktorka, tancerka (ur. 1898)
- 1983:
  - Mychajło Stelmach, ukraiński pisarz, polityk (ur. 1912)
  - Samuel Zur, izraelski malarz, rzeźbiarz (ur. 1917)
- 1985:
  - Nikołaj Gułajew, radziecki generał pułkownik lotnictwa (ur. 1918)
  - Lloyd Nolan, amerykański aktor (ur. 1902)
- 1986 – Cliff Burton, amerykański basista, członek zespołu Metallica (ur. 1962)
- 1987 – Adam Bilczewski, polski wspinacz, pisarz górski (ur. 1934)
- 1988 – Teofilo Camomot, filipiński duchowny katolicki, arcybiskup koadiutor Cagayan de Oro, czcigodny Sługa Boży (ur. 1914)
- 1989:
  - José Galván Rodríguez, hiszpański introligator (ur. 1905)
  - Franciszek Stępniowski, polski pułkownik, wydawca (ur. 1926)
  - Jerzy Szablowski, polski historyk sztuki, muzeolog, wykładowca akademicki (ur. 1906)
- 1990:
  - Siergiej Kiriejew, radziecki polityk (ur. 1901)
  - María Agustina Rivas López, peruwiańska zakonnica, męczennica, błogosławiona (ur. 1920)
- 1991:
  - Irena Gumowska, polska dziennikarka, autorka poradników kulinarnych (ur. 1912)
  - Joe Hulme, angielski piłkarz, trener, krykiecista (ur. 1904)
  - Stefan Kisielewski, polski pisarz, felietonista, kompozytor, krytyk muzyczny, pedagog, polityk, poseł na Sejm PRL (ur. 1911)
  - Eryk Lipiński, polski rysownik, karykaturzysta, satyryk (ur. 1908)
  - Oona O’Neill, amerykańska aktorka (ur. 1925)
  - Tadeusz Rolski, polski podpułkownik pilot (ur. 1906)
- 1992:
  - Zygmunt Komorowski, polski afrykanista, socjolog, antropolog, poeta, ojciec Bronisława (ur. 1925)
  - Jacques Martin, francuski kardynał (ur. 1908)
  - Keith Prentice, amerykański aktor (ur. 1940)
- 1993:
  - Paolo Caldarella, włoski piłkarz wodny (ur. 1964)
  - Jimmy Doolittle, amerykański generał lotnictwa (ur. 1896)
  - Władysław Opęchowski, polsko-kanadyjski fizyk teoretyczny, wykładowca akademicki (ur. 1911)
- 1994:
  - Bogdan Andrzejewski, polski inżynier mechanik, specjalista w zakresie maszyn rolniczych (ur. 1918)
  - Carlos Lleras Restrepo, kolumbijski polityk, prezydent Kolumbii (ur. 1908)
- 1996:
  - Mohammad Nadżibullah, afgański polityk, prezydent Afganistanu (ur. 1947)
  - Zygmunt Ruszczyc, polski specjalista z zakresu żywienia zwierząt, paszoznawstwa i doświadczalnictwa zootechnicznego, wykładowca akademicki (ur. 1914)
- 1997 – Atilio François, urugwajski kolarz szosowy i torowy (ur. 1922)
- 1999:
  - Achille Glorieux, francuski duchowny katolicki, arcybiskup, nuncjusz apostolski (ur. 1910)
  - Anna Potocka-Hoser, polska socjolog, psycholog, wykładowczyni akademicka (ur. 1934)
- 2000 – Oh Yun-kyo, południowokoreański piłkarz, bramkarz (ur. 1960)
- 2001 – Artur Rojszczak, polski filozof analityczny, historyk filozofii (ur. 1968)
- 2002:
  - Lidia Chmielnicka-Żmuda, polska siatkarka, trenerka (ur. 1939)
  - Attila Keresztes, węgierski szablista (ur. 1928)
  - Edward Szpitel, polski generał brygady (ur. 1920)
- 2003:
  - Donald O’Connor, amerykański aktor, piosenkarz (ur. 1925)
  - Friedrich Prinz, niemiecki historyk, wykładowca akademicki (ur. 1928)
  - Władysław Tybura, polski dziennikarz (ur. 1936)
- 2004 – Tsai Wan-lin, tajwański finansista, filantrop (ur. 1924)
- 2005:
  - Karl Decker, austriacki i niemiecki piłkarz, trener (ur. 1921)
  - Ronald Golias, brazylijski aktor, komik (ur. 1929)
- 2007:
  - Julian Jończyk, polski artysta awangardowy (ur. 1930)
  - Darcy Robinson, kanadyjski hokeista (ur. 1981)
- 2008 – Krystyna Moszumańska-Nazar, polska kompozytorka (ur. 1924)
- 2009:
  - Hans Heinrich Jescheck, niemiecki teoretyk prawa karnego (ur. 1915)
  - Jerzy Giżycki, polski krytyk filmowy (ur. 1919)
  - Leszek Świgoń, polski aktor (ur. 1948)
- 2010 – Witalij Romanenko, ukraiński strzelec sportowy (ur. 1926)
- 2011:
  - David Croft, brytyjski aktor, reżyser i scenarzysta filmowy (ur. 1922)
  - Marcel Dries, belgijski piłkarz (ur. 1929)
  - Ida Fink, izraelska pisarka (ur. 1921)
  - Wilson Greatbatch, amerykański inżynier, wynalazca (ur. 1919)
  - Imre Makovecz, węgierski architekt (ur. 1935)
  - Jesús Pereda, hiszpański piłkarz (ur. 1938)
  - Cizia Zykë, francuski podróżnik, pisarz pochodzenia albańsko-greckiego (ur. 1949)
- 2012 – Herbert Lom, brytyjski aktor (ur. 1917)
- 2013:
  - Tuncel Kurtiz, turecki aktor, reżyser i scenarzysta filmowy (ur. 1936)
  - A.C. Lyles, amerykański producent filmowy (ur. 1918)
- 2014:
  - Edward Chrostek, polski polityk, poseł na Sejm PRL, prezydent Świętochłowic (ur. 1936)
  - Dorothy Maharam, amerykańska matematyk (ur. 1917)
  - Zhang Xianliang, chiński pisarz (ur. 1936)
- 2015:
  - John Guillermin, brytyjski reżyser, scenarzysta i producent filmowy (ur. 1925)
  - Pietro Ingrao, włoski dziennikarz, polityk (ur. 1915)
  - Władysław Szkop, polski lekarz, polityk, poseł na Sejm RP (ur. 1944)
- 2016:
  - Jean-Louis Ravelomanantsoa, madagaskarski lekkoatleta, sprinter (ur. 1943)
  - Charles Schultze, amerykański ekonomista (ur. 1924)
  - Alojzy Twardecki, polski pisarz, tłumacz (ur. 1938)
- 2017:
  - Edmond Abelé, francuski duchowny katolicki, biskup Monako i Digne (ur. 1925)
  - Joy Fleming, niemiecka wokalistka jazzowa i bluesowa (ur. 1944)
  - Hugh Hefner, amerykański dziennikarz, wydawca (ur. 1926)
  - Anne Jeffreys, amerykańska aktorka, piosenkarka (ur. 1923)
  - Antonio Spallino, włoski szermierz (ur. 1925)
  - Andrzej Witkowski, polski biolog, wykładowca akademicki (ur. 1947)
- 2018:
  - Marty Balin, amerykański gitarzysta, wokalista, członek zespołu Jefferson Airplane (ur. 1942)
  - Vladimír Laštůvka, czeski inżynier, więzień polityczny, polityk, eurodeputowany (ur. 1943)
  - Czogjal Namkhai Norbu, tybetański pisarz, nauczyciel buddyzmu (ur. 1938)
  - Zbigniew Ogonowski, polski filozof, profesor nauk humanistycznych (ur. 1924)
  - Art Williams, amerykański koszykarz (ur. 1939)
- 2019:
  - Dante Bernini, włoski duchowny katolicki, biskup Albano (ur. 1922)
  - Alojzy Drożdż, polski duchowny katolicki, teolog (ur. 1950)
  - Jack Edwards, amerykański polityk (ur. 1928)
  - John Kinney, amerykański duchowny katolicki, biskup Saint Cloud (ur. 1937)
  - Adam Mitura, polski nauczyciel, działacz opozycji antykomunistycznej, polityk (ur. 1922)
  - Magdalena Scholl, polska aktorka, socjolog, pisarka (ur. 1969)
  - John Snyder, amerykański duchowny katolicki, biskup Saint Augustine (ur. 1925)
  - Joseph C. Wilson, amerykański dyplomata (ur. 1949)
- 2020:
  - Mahbubey Alam, banglijski prawnik, prokurator generalny (ur. 1949)
  - John D. Barrow, brytyjski fizyk teoretyk, kosmolog, pisarz popularnonaukowy (ur. 1952)
  - Wolfgang Clement, niemiecki dziennikarz, polityk, minister gospodarki i pracy, premier Nadrenii Północnej-Westfalii (ur. 1940)
  - Jurij Orłow, rosyjski fizyk, wykładowca akademicki, obrońca praw człowieka (ur. 1924)
  - Yūko Takeuchi, japońska aktorka (ur. 1980)
- 2021:
  - Roger Hunt, angielski piłkarz (ur. 1938)
  - Bengt K.Å. Johansson, szwedzki polityk (ur. 1937)
  - Cecilia Lindqvist, szwedzka sinolog, wykładowczyni akademicka, pisarka, fotografka (ur. 1932)
- 2022:
  - Tadeusz Bartosiewicz, polski aktor dziecięcy, budowlaniec (ur. 1957)
  - Kurt Binder, austriacki fizyk, wykładowca akademicki (ur. 1944)
  - Michael Sheridan, amerykański duchowny katolicki, biskup Colorado Springs (ur. 1945)
  - Zofia Teliga-Mertens, polska agronom, działaczka społeczna i charytatywna (ur. 1926)
  - Józef Zwierzyna, polski piłkarz, trener (ur. 1940)
- 2023:
  - Dom Famularo, amerykański perkusista jazzowy (ur. 1953)
  - Michael Gambon, irlandzki aktor (ur. 1940)
  - Wołodymyr Koman, ukraiński piłkarz (ur. 1964)
  - Slobodan Štambuk, chorwacki duchowny katolicki, biskup Hvaru (ur. 1941)
  - John Tembo, malawijski filozof, polityk, minister finansów (ur. 1932)
- 2024:
  - Fabián Caballero, argentyński piłkarz (ur. 1978)
  - Andrzej Desperak, polski malarz, grafik (ur. 1958)
  - Czesław Litwin, polski technik mechanik, hutnik, rolnik, samorządowiec, polityk, poseł na Sejm RP (ur. 1955)
  - Hasan Nasr Allah, libański polityk, szyita, przywódca Hezbollahu (ur. 1960)
  - Witold Precht, polski fizyk, profesor nauk technicznych (ur. 1928)
  - Jadwiga Romańska, polska śpiewaczka operowa (sopran) (ur. 1928)
  - Maggie Smith, brytyjska aktorka (ur. 1934)